# SP Graubünden
Die Sozialdemokratische Partei Graubünden (SP Graubünden, italienisch Partito Socialista Grigioni, rätoromanisch Partida Socialdemocratica dal Grischun) ist eine politische Partei im Kanton Graubünden. Sie ist eine Kantonalpartei der Sozialdemokratischen Partei der Schweiz (SP). Die Partei setzt sich für soziale Gerechtigkeit, Umweltpolitik und Arbeitnehmerrechte ein. Die derzeitige Präsidentin ist Julia Müller, während Peter Peyer die Partei in der Regierung des Kantons Graubünden vertritt. Im Nationalrat ist die Partei durch Jon Pult vertreten.

## Geschichte

### Gründungsphase
Die SP Graubünden wurde am 27. Mai 1906 in Chur an einer Delegiertenversammlung der bündnerischen Grütli- und Arbeitervereine gegründet. Den schon 1906 gedruckt vorliegenden Statuten wurden je ein Grundsatz- und Aktionsprogramm der Sozialdemokratischen Partei der Schweiz aus dem Jahr 1904 angefügt. Daraus sollten auch die Bündner Mitglieder ihr Parteigedankengut schöpfen. Angestrebt wurde «eine Gesellschaftsordnung, die durch die Beseitigung jeder Art von Ausbeutung das Volk von Elend und Sorge befreit, Wohlstand und Unabhängigkeit sichert und damit die Grundlage schafft, auf der die Persönlichkeit sich frei und harmonisch entfalten und das ganze Volk zu höheren Kulturstufen aufsteigen kann.»
Die Organisation der Partei war einfach. Man schuf das Vorortsprinzip. Das bedeutete, dass jeweils eine Sektion die Aufgabe der Geschäftsleitung übernahm. Aufgrund der Grösse des Kantons und der damals viel schwierigeren Verkehrsmöglichkeiten blieb dieses Vorortsprinzip rund ein halbes Jahrhundert bestehen. In der Regel bildeten die Sektionen Chur oder dann Davos den Vorort, während einer kurzen Zeit ab 1913 auch Landquart. Der Vorstand bestand aus jeweils fünf Mitgliedern. Erster Präsident der SP Graubünden war Dr. Albert Gamser, ein Churer Rechtsanwalt. Gamser war bereits vor der Gründung der Partei Mitglied des Grossen Rates. Die Partei war in den ersten Jahren nur an wenigen Orten wirklich gut verankert. Lange konnte sie auch nur im bevölkerungsreichen Churer Rheintal und in einigen protestantisch geprägten Talschaften Fuss fassen. Die erste Sektion in einer katholisch geprägten Gemeinde war die SP Domat/Ems, erst 1974 aus der Taufe gehoben. Während auf lokaler Ebene – vor allem in Chur und Davos – Vertreter der SP in Behörden gewählt wurden, verhinderte das spezielle Bündner Majorzwahlrecht mit den 39 meist sehr kleinen Wahlkreisen eine breitere Präsenz auf kantonaler Ebene. 1913 bestand die SP-Grossratsfraktion im damals 72 Sitze zählenden Kantonsparlament aus lediglich drei Churer Abgeordneten.

### Erfolge, Konflikte und lange Durststrecken im 20. Jahrhundert
Nach dem Ende des Ersten Weltkrieges und des Generalstreik von 1918, der in Chur vor allem von Bahnmitarbeitern befolgt wurde, wählte die Schweiz 1919 den Nationalrat erstmals nach dem Proporzverfahren. Der SP in Graubünden gelang gleich die grosse Wahlüberraschung: Erster sozialdemokratischer Nationalrat wurde Hans Meng, Postbeamter aus Malans, der Graubünden anschliessend für drei Jahre in Bern vertrat. Zweiter Bündner SP-Nationalrat war für kurze Zeit der Churer Albert Hitz-Bay, der als Gewerkschaftsführer 1918 beim Streik sogar verhaftet und für kurze Zeit eingesperrt worden war. Zwischen 1922 und 1935 vertrat – mit einem kurzen Unterbruch – Rechtsanwalt Gaudenz Canova die Bündner SP im Nationalrat. Canova war von 1921 bis 1947 als Churer Abgeordneter auch Mitglied des Grossen Rates. Im Amtsjahr 1940/41 wurde er erster sozialdemokratischer Standespräsident. Seine Eröffnungsrede zur Novembersession 1940, ein flammendes Plädoyer zum Widerstand gegen das menschenverachtende Hitlerregime in Deutschland, wurde augenblicklich zensuriert und durfte weder in der Presse erscheinen noch im Grossratsprotokoll gedruckt werden.
Über lange Zeit war die SP im industriearmen Kanton Graubünden allerdings wenig erfolgreich. Zum einen lag dies an der konfessionellen Spaltung des Kantons. Die katholische Minderheit hielt ihre Reihen – auch mit Hilfe der Kirche – sowohl politisch wie auch gewerkschaftlich weitgehend geschlossen. Zudem war in den Krisenjahren zwischen den Weltkriegen mit der Demokratischen Partei unter Führung von Andreas Gadient eine sehr linksbürgerliche Partei entstanden, die bei vielen politischen Fragen recht ähnlich argumentierte wie die SP. Und schliesslich waren sowohl in Chur wie auch in Davos innerhalb der Partei extrem prägende Persönlichkeiten aktiv, die sich gegenseitig immer wieder massiv bekämpften.
Nach dem Zweiten Weltkrieg übernahm die Sektion Davos den Vorort. Hans Stiffler – von Beruf Bahnbeamter und damals bereits Grossrat – wurde 1948 Parteipräsident. Die Kantonalpartei wurde neu aufgestellt. Es gelang die Zahl der Mitglieder auf über 500 zu erhöhen und die Sektionen von sechs auf zwölf zu vermehren. Und auch die Grossratsfraktion bestand nicht mehr nur als Abgeordneten von Chur und Davos Erstmals stiessen auch Mitglieder aus den Fünf Dörfern, aus Thusis und Klosters dazu. 1959 wurde Hans Stiffler Standespräsident, und im gleichen Jahr – 24 Jahre nach dem Sitzverlust 1935 – konnte Stiffler auch wieder einen Sitz im Nationalrat erringen. Im Jahr 1962 wurde Hans Stiffler als erster SP-Vertreter in die Bündner Regierung gewählt, nachdem er ab 1947 bei jeder Wahl angetreten war. Während dreier Wahlperioden bis 1971 leitete er das Erziehungs- und Sanitätsdepartement.
Zu Beginn der 1970er-Jahre trat im Nachgang der 68er-Bewegung eine Reihe von jungen Leuten der SP bei, die nicht aus der traditionellen Arbeiterbewegung stammten. Sie brachten neue Ideen mit, schrieben ein neues Parteiprogramm, strebten einen Aufbruch der muffig gewordenen Gesellschaft an und vermittelten innerhalb und ausserhalb der Partei mit neuen, oft auch «grünen» Positionen viele Impulse, aber auch viel Konfliktpotential. Der Regierungssitz ging 1971 mit der Kandidatur von Parteipräsident Peter Bäder zwar knapp verloren, doch konnte 1975 mit Martin Bundi nach 12 Jahren Pause wieder ein Nationalratssitz errungen werden. 1985 wurde Martin Bundi gar zum Nationalratspräsidenten und somit zum «höchsten Schweizer» gewählt. Von 1991 bis 1999 erreichte die SP als zeitweise stärkste Bündner Partei mit Andrea Hämmerle und Silva Semadeni erstmals sogar zwei der fünf Bündner Sitze.
Im Proporz stark, im Majorz schwach: Die Grossratswahlen waren auch in der zweiten Hälfte des 20. Jahrhunderts ein stetes Auf und Ab. Zwar erreichte man 1979 erstmals eine Fraktionsstärke von neun Mitgliedern. Doris Melchior aus den Fünf Dörfern war – wenige Jahre nach Einführung des Frauenstimmrechtes – die erste SP-Grossrätin. Und erstmals wurden im gleichen Jahr auch zwei SP-Vertreter aus Italienischbünden ins Kantonsparlament gewählt. Doch die Differenzen zwischen den «traditionellen», eigentlich ziemlich konservativen Mitgliedern, und den Leuten, die eher forsch und links politisierten, wurden vor allem innerhalb der Grossratsfraktion immer grösser. Und so traten – ohne vorherige Diskussion – im November 1987 sechs der zehn Grossratsmitglieder aus der Partei aus und gründeten die sogenannte Demokratisch-Soziale Partei (DSP). Auch in anderen Kantonen (beispielsweise in Basel-Stadt und Freiburg) gab es damals ähnliche Entwicklungen, die auch dort zur Parteispaltung führten.
Schon 1989 gelang es der SP im Grossen Rat aber wieder Fraktionsstärke zu erlangen. Von Wahl zu Wahl ging es wieder hoch auf über zehn Sitze. Weniger erfolgreich waren die jahrelangen Bemühungen, wieder in der Bündner Regierung vertreten zu sein. Bis zum Ende des Jahrhunderts galt in Graubünden ein besonders hohes absolutes Mehr, so dass sich die bürgerlichen Parteien jeweils im zweiten Wahlgang auf ein gemeinsames «Päckli» einigten. Trotz zum Teil sehr guten Resultaten im ersten Wahlgang reichte es nie. Selbst als Nationalratspräsident wurde Martin Bundi 1986 nicht in die Regierung gewählt. Erst 28 Jahre nach dem Ausscheiden von Hans Stiffler gelang es der SP 1998 nach einem äusserst aufwändigen Wahlkampf mit dem italienischsprachigen Claudio Lardi wieder in die Bündner Regierung einzuziehen.

### 21. Jahrhundert
Während in den 90er Jahren der Begriff «das andere Graubünden» geprägt wurde, was alle politischen Kräfte ausserhalb der drei bürgerlichen Blockparteien umfasste, die die Kantonspolitik über Jahrzehnte dominierten, wuchs die Bedeutung und die Gestaltungskraft der Partei im ersten Viertel des 21. Jahrhunderts stetig an. Die traditionellen Werte und Themen der SP wie Wohnen, Arbeit, soziale Gerechtigkeit und Umwelt standen und stehen weiterhin im Zentrum der politischen Arbeit. Die Grossratsfraktion wuchs ständig leicht an, bis bei der ersten Proporzwahl 2022 ein eigentlicher Quantensprung möglich wurde. Auch der Regierungssitz konnte 2010 mit Martin Jäger und 2018 mit Peter Peyer relativ problemlos gehalten werden.
Die neue Kantonsverfassung wurde durch einen SP-Vorstoss im Grossen Rat initiiert. Sie ermöglichte in Graubünden einen eigentlichen Veränderungsschub: Gemeindefusionen, Gerichtsreform, ein neues Wahlrecht für den Grossen Rat, der «Green Deal» oder die Digitalisierung. Bei all diesen Projekten waren es Sozialdemokraten, die den Anstoss gaben und die Projekte zusammen mit Leuten auch aus anderen Parteien voranbrachten. In den letzten Jahren traten regelmässig junge Leute – oft auf dem Weg über die aktive Bündner JUSO – in die Partei ein und übernahmen dort regelmässig Leitungsfunktionen. Und die Partei konnte sich auch in Regionen etablieren, in der sie lange nicht vorhanden war.

## Organisation
Die SP Graubünden zählt heute rund 800 Mitglieder und 13 Orts- oder Regionalsektionen. Im Grossen Rat ist sie mit 25 Mitgliedern vertreten. Die gemeinsame Fraktion mit den Grünen zählt 27 Mandate. Sie wird von Beatrice Baselgia aus Domat/Ems geleitet. Parteipräsidentin ist Julia Müller, Grossrätin aus Felsberg. Im Vizepräsidium wirkt Lukas Horrer. Das Sekretariat wird von Joshua Wada geführt, der zugleich die Sektion Davos leitet. Die Geschäftsleitung besteht aus 15 Mitgliedern und trifft sich in der Regel monatlich zu einer Sitzung. Der Parteivorstand zählt 50 Mitglieder und ist das politische Strategieorgan.

## Mandatsträger

### Nationalrat
- Jon Pult, seit 2019

### Regierungsrat
- Peter Peyer, seit 2019